# Desiree Ficker
Desiree Ficker (Potomac, 9 de diciembre de 1976) es una deportista estadounidense que compitió en triatlón. Ganó una medalla de plata en el Campeonato Mundial de Ironman de 2006, y una medalla de plata en el Campeonato Europeo de Ironman 70.3 de 2010.

## Palmarés internacional
| Campeonato Mundial | Campeonato Mundial     | Campeonato Mundial | Campeonato Mundial |
| Año                | Lugar                  | Medalla            | Prueba             |
| ------------------ | ---------------------- | ------------------ | ------------------ |
| 2006               | Hawái (Estados Unidos) | Medalla de plata   | Individual         |

| Campeonato Europeo | Campeonato Europeo   | Campeonato Europeo | Campeonato Europeo |
| Año                | Lugar                | Medalla            | Prueba             |
| ------------------ | -------------------- | ------------------ | ------------------ |
| 2010               | Wiesbaden (Alemania) | Medalla de plata   | Individual         |